# Paweł Bobek
Paweł Bobek (ur. 25 września 1883 w Końskiej, zm. 1945 w Rybniku) – polski polityk; działacz PSL „Piast”, działacz narodowy i oświatowy na Śląsku Cieszyńskim, członek Rady Narodowej Księstwa Cieszyńskiego w 1918 roku.

## Życiorys
Urodził się 25 września 1883 roku w Końskiej na Śląsku Cieszyńskim jako syn Jana i Katarzyny z domu Kajzar. Ukończył Seminarium Nauczycielskie w Cieszynie (1903). W seminarium członek tajnego stowarzyszenia „Jedność”. Od 1903 roku nauczyciel ludowy w Ustroniu, następnie w Błędowicach Dolnych i Datyniach Dolnych, gdzie kierował pracą społeczno-narodową, od 1913 roku nauczyciel Seminarium Nauczycielskiego w Bobrku pod Cieszynem. Od 1907 roku wiceprzewodniczący ZG Polskiego Towarzystwa Pedagogicznego na Śląsku Cieszyńskim, redaktor jego organu „Miesięcznik Pedagogiczny” (1911-1918 także wydawca) , redaktor „Głosu Ludu Śląskiego”. W 1918 roku przeniesiony (na 10 lat) w stan pozasłużbowy z uwagi na działalność polityczną, 1928-1931 był nauczycielem w państwowych seminariach nauczycielskich, potem na emeryturze.
W latach I wojny światowej związał się z endecją. Od 1914 roku członek Komisji Wojskowo-Aprowizacyjnej sekcji śląskiej NKN w Cieszynie, członek Komitetu Ratunkowego dla Ofiar Wojny na ziemiach polskich, działacz Polskiego Zjednoczenia Narodowego (utworzonego na Śląsku Cieszyńskim w 1912 roku). W 1918 roku współorganizator, sekretarz, następnie wiceprezes i jeden z prezesów Rady Narodowej Księstwa Cieszyńskiego. Twórca PSL na Śląsku Cieszyńskim, a po jego połączeniu z PSL „Piast” (1920) do 1930 roku wiceprezes ZG, 1921-1931 członek RN, jednocześnie członek Zarządu Okręgowego na Śląsku (od 1920 roku wiceprezes, od 1925 roku prezes). Prelegent Macierzy Szkolnej Śląskiej, delegat Polskiego Towarzystwa Pedagogicznego, organizator kas pożyczkowych i członek Rady Nadzorczej Towarzystwa Oszczędnościowego, współorganizator Wyższej Szkoły Rolniczej w Cieszynie. Od 1931 roku w SL: 1931-1938 członek Rady Naczelnej, 1936–1938 członek Naczelnego Komitetu Wykonawczego, jednocześnie członek Zarządu Okręgowego na Małopolskę i Śląsk (do 1936 roku skarbnik).
Podczas pobytu W. Witosa na emigracji w Czechosłowacji jeden z organizatorów jego łączności z krajem, zwolennik Frontu Morges. Na skutek poważnej choroby układu nerwowego w 1936 roku wycofał się z aktywnego życia politycznego. W 1939 roku został wywłaszczony przez władze niemieckie; przebywał w szpitalach kolejno w Lublińcu, Dzięgielowie i Rybniku – w trakcie ewakuacji tego ostatniego szpitala zamordowany przez Niemców (1945).
W 1974 pod redakcją naukową Franciszka Serafina Ludowa Spółdzielnia Wydawnicza opublikowała jego teksty autobiograficzne pt. Wspomnienia i zapiski.

## Działalność polityczna
Poseł na Sejm Ustawodawczy (1919–1922) i Sejm I kadencji. W 1919 roku mandat uzyskał z listy nr 1 okręg wyborczy nr 35 (Cieszyn), w 1922 roku z listy państwowej nr 1, w 1928 zastępca posła z listy nr 1 okręg wyborczy 40 (Cieszyn).

## Życie prywatne
Żonaty z Anielą z domu Glajcar, mieli trzy córki: Annę, Anielę i Jadwigę.

## Odznaczenia
Odznaczony Medalem Niepodległości (1938).